# Roy Bentley
Roy Thomas Frank Bentley (Bristol, 17 maggio 1924 – Londra, 20 aprile 2018) è stato un calciatore e allenatore di calcio inglese, di ruolo difensore o attaccante.
Dopo la morte di Tom Finney nel febbraio del 2014 Bentley era diventato l'ultimo giocatore inglese ancora in vita ad aver disputato il campionato mondiale di calcio 1950 (primo disputato dall'Inghilterra).

## Carriera

### Club
È nella Royal Navy durante la Seconda Guerra Mondiale e mentre inizia a giocare con il Bristol City. Con la squadra della sua città natale rimane fino al 1946 quando passa al Newcastle United, militante in Second Division. Con i bianconeri disputa due stagioni di buon livello, concluse con la promozione in First Division del 1948. Nello stesso anno viene così ingaggiato dal Chelsea, esordendo anche nel massimo campionato inglese. Con i Blues vive i migliori anni della sua carriera, conquistando la maglia della nazionale inglese e vincendo il Campionato inglese nella stagione 1954-1955 (primo campionato vinto dal Chelsea nella sua storia). Nella stagione del trionfo della squadra realizza inoltre 21 gol, divenendo uno dei migliori marcatori stagionali e conquista la fascia da capitano. Con la squadra di Londra però, gioca solo un'altra stagione per passare nel 1956 al Fulham e concludere poi la carriera da calciatore al Queens Park Rangers.

### Nazionale
Tra il 1949 ed il 1955 colleziona 12 presenza con la nazionale inglese, realizzando 9 reti in totale. La sua prima presenza arriva 13 maggio 1949 contro la Svezia in una partita amichevole a Solna persa per 3-1. Di lì a poco arriva anche il primo gol, nella sua seconda presenza in totale a più di 11 mesi dalla prima in trasferta contro la Scozia; Roy realizza la rete della vittoria e un posto fisso in Nazionale. Partecipa ai Campionato mondiale di calcio 1950, collezionandovi due presenze (nella vittoria contro il Cile e nella sorprendente sconfitta contro gli Stati Uniti ma nessun gol).

### Allenatore
Dopo aver concluso la carriera da calciatore e aver preso qualche anno di pausa, diviene allenatore del Reading a partire dal 1963. Con la squadra rimane per svariate stagioni, ottenendo alti e bassi.

## Statistiche

### Cronologia presenze e reti in nazionale
| Cronologia completa delle presenze e delle reti in nazionale ― Inghilterra | Cronologia completa delle presenze e delle reti in nazionale ― Inghilterra | Cronologia completa delle presenze e delle reti in nazionale ― Inghilterra | Cronologia completa delle presenze e delle reti in nazionale ― Inghilterra | Cronologia completa delle presenze e delle reti in nazionale ― Inghilterra | Cronologia completa delle presenze e delle reti in nazionale ― Inghilterra | Cronologia completa delle presenze e delle reti in nazionale ― Inghilterra | Cronologia completa delle presenze e delle reti in nazionale ― Inghilterra |
| Data                                                                       | Città                                                                      | In casa                                                                    | Risultato                                                                  | Ospiti                                                                     | Competizione                                                               | Reti                                                                       | Note                                                                       |
| -------------------------------------------------------------------------- | -------------------------------------------------------------------------- | -------------------------------------------------------------------------- | -------------------------------------------------------------------------- | -------------------------------------------------------------------------- | -------------------------------------------------------------------------- | -------------------------------------------------------------------------- | -------------------------------------------------------------------------- |
| 13-5-1949                                                                  | Solna                                                                      | Svezia                                                                     | 3 – 1                                                                      | Inghilterra                                                                | Amichevole                                                                 | -                                                                          |                                                                            |
| 15-4-1950                                                                  | Glasgow                                                                    | Scozia                                                                     | 0 – 1                                                                      | Inghilterra                                                                | Qual. Mondiali 1950                                                        | 1                                                                          |                                                                            |
| 14-5-1950                                                                  | Oeiras                                                                     | Portogallo                                                                 | 3 – 5                                                                      | Inghilterra                                                                | Amichevole                                                                 | -                                                                          |                                                                            |
| 18-5-1950                                                                  | Bruxelles                                                                  | Belgio                                                                     | 1 – 4                                                                      | Inghilterra                                                                | Amichevole                                                                 | 1                                                                          |                                                                            |
| 25-6-1950                                                                  | Rio de Janeiro                                                             | Cile                                                                       | 0 – 2                                                                      | Inghilterra                                                                | Mondiali 1950 - 1º turno                                                   | -                                                                          |                                                                            |
| 29-6-1950                                                                  | Belo Horizonte                                                             | Stati Uniti                                                                | 1 – 0                                                                      | Inghilterra                                                                | Mondiali 1950 - 1º turno                                                   | -                                                                          |                                                                            |
| 12-11-1952                                                                 | Londra                                                                     | Inghilterra                                                                | 5 – 2                                                                      | Galles                                                                     | Torneo Interbritannico 1952                                                | 1                                                                          |                                                                            |
| 26-11-1952                                                                 | Londra                                                                     | Inghilterra                                                                | 5 – 0                                                                      | Belgio                                                                     | Amichevole                                                                 | -                                                                          |                                                                            |
| 10-11-1954                                                                 | Londra                                                                     | Inghilterra                                                                | 3 – 2                                                                      | Galles                                                                     | Torneo Interbritannico 1954                                                | 3                                                                          |                                                                            |
| 1-12-1954                                                                  | Londra                                                                     | Inghilterra                                                                | 3 – 1                                                                      | Germania Ovest                                                             | Amichevole                                                                 | 1                                                                          |                                                                            |
| 15-5-1955                                                                  | Colombes                                                                   | Francia                                                                    | 1 – 0                                                                      | Inghilterra                                                                | Amichevole                                                                 | 1                                                                          |                                                                            |
| 18-5-1955                                                                  | Madrid                                                                     | Spagna                                                                     | 1 – 1                                                                      | Inghilterra                                                                | Amichevole                                                                 | 1                                                                          |                                                                            |
| Totale                                                                     |                                                                            | Presenze                                                                   | 12                                                                         |                                                                            | Reti                                                                       | 9                                                                          |                                                                            |

## Palmarès

### Giocatore

#### Competizioni nazionali
- Campionato inglese: 1

Chelsea: 1954-1955
- Community Shield: 1

Chelsea: 1955